# Isonychus griseus
Isonychus griseus är en skalbaggsart som beskrevs av Mannerheim 1829. Isonychus griseus ingår i släktet Isonychus och familjen Melolonthidae. Inga underarter finns listade i Catalogue of Life.